# Ahmad Salah Alwan
Ahmad Salah Alwan (12 de março de 1980) é um treinador e ex-futebolista iraquiano que atua como atacante.

## Carreira
Ahmad Salah Alwan integrou o elenco da Seleção Iraquiana de Futebol, nas Olimpíadas de 2004. 